# Mircea Constantin
Mircea Constantin (ur. 27 października 1968) – rumuński zapaśnik walczący w stylu klasycznym. Zajął czwarte miejsce na mistrzostwach świata w 1991; piąte w 1994 i 1995. Srebrny medalista mistrzostw Europy w 1995; czwarty w 1994; szósty w 1997. Wicemistrz świata juniorów w 1986 roku.